# Бережний Іван Григорович
Бережний Іван Григорович (нар. 9 липня 1922-1997) - товарознавець харчових продуктів, кандидат технічних наук, професор.

## Біографія
Іван Григорович народився 9 липня 1922 року в с. Борисівка, м. Харків.
У 1949 році закінчив Харківський інститут радянської торгівлі.
З 1949 по 1957 роки працював інспектором Харківського обласного управління торгівлі.